# Fokker F.XI
De Fokker F.XI was een door het Nederlandse bedrijf Fokker gebouwd vliegtuig uit het eind van de jaren 20 van de 20e eeuw. De F.XI is ontworpen door Reinhold Platz.
Het vliegtuig had één luchtgekoelde motor en een tweebladige propeller. De hoogdekker was voorzien van een verwarmde cabine voor maximaal 5 passagiers.
De Fokker F.XI had als bijnaam de Universal.

## Geschiedenis
De F.XI is een beetje een vreemde eend in de bijt van de Fokker F-serie, in die zin dat zijn voorgangers altijd ontwikkeld werden uitgaande van het laatst geproduceerde type. Tot nu toe had Anthony Fokker er meestal voor gekozen om die passagiersvliegtuigen te bouwen waar Albert Plesman, directeur van de KLM, om vroeg. Dat was nu niet het geval, de KLM heeft nooit interesse getoond in de F.XI. Fokker historici zijn het niet unaniem eens over hoe het ontwerp van de F.XI precies tot stand is gekomen. Het ontwerp heeft een aantal elementen van de door Fokker Aircraft Corporation of America gebouwde Fokker Universal. Maar de F.XI kan ook gezien worden als een gemoderniseerde Fokker F.II.
Waarschijnlijk dacht Fokker met het nieuwe ontwerp te voorzien in een vliegtuig voor net startende nieuwe vliegbedrijven of hoopte hij het vliegtuig aan de man te brengen als kleine machine voor minder goed lopende routes.
Helaas voor Fokker bleek er weinig animo voor het toestel te bestaan, er zijn in totaal slechts 3 F.XI'en gebouwd.
Het prototype van de F.XI maakt zijn eerste proefvlucht in januari 1929. Deze machine wordt later verkocht aan Alpar Bern in Zwitserland. De andere 2 machines waren gebouwd voor MALÉRT in Hongarije.